# Ла Догана (Прато)
Ла Догана је насеље у Италији у округу Прато, региону Тоскана.
Према процени из 2011. у насељу је живело 131 становника. Насеље се налази на надморској висини од 220 м.